# Cosmoscarta sylvestris
Cosmoscarta sylvestris är en insektsart som beskrevs av Victor Lallemand 1931. Cosmoscarta sylvestris ingår i släktet Cosmoscarta och familjen spottstritar. Inga underarter finns listade i Catalogue of Life.